# Бураковский, Владимир Иванович
Влади́мир Ива́нович Бурако́вский (20 августа 1922 года, Тбилиси — 22 сентября 1994 года, Москва) — советский и российский кардиохирург. Специалист по лечению врождённых пороков сердца у детей раннего возраста и гипербарической оксигенации. Герой Социалистического Труда (1982).
Академик Академии медицинских наук СССР (1978), директор Института сердечно-сосудистой хирургии им. А. Н. Бакулева (1966—1994).

## Биография
Детские и юношеские годы прошли в Тифлисе.
Окончил Тбилисский медицинский институт в 1946 году.
Работал на кафедре оперативной хирургии Тбилисского ГИДУВ. Под руководством П. А. Куприянова окончил адъюнктуру Военно-медицинской академии им. С. М. Кирова (Санкт-Петербург). Там же работал ординатором клиники факультетской хирургии.
В 1957—1960 — старший научный сотрудник Института хирургии им. А. В. Вишневского АМН СССР.
В 1960—1965 — занимал должность заведующего отделением Института сердечно-сосудистой хирургии АМН СССР (с 1968 года носит имя А. Н. Бакулева).
В 1966—1994 — директор Института.
Специалист по лечению врождённых пороков сердца у детей раннего возраста и гипербарической оксигенации. Бураковскому В. И. принадлежит особая роль в становлении и развитии Научного центра сердечно-сосудистой хирургии им. А. Н. Бакулева. Особой заслугой является создание им коллектива специалистов (в их числе Л. А. Бокерия), осуществляющих несколько тысяч операций на сердце и магистральных сосудах в год, в том числе у детей, своей научной школы, направления математического моделирования и целевых исследовательских программ, разработка новых операций и пособий.
28 июня 1962 года провёл первую имплантацию отечественного трёхлепесткового механического протеза клапана сердца (конструкции Голикова) в позицию лёгочной артерии.
Жил и работал в Москве. Скончался 22 сентября 1994 года. Похоронен на Кунцевском кладбище в Москве.

## Награды и звания
- Указом Президиума Верховного Совета СССР от 19 августа 1982 года Бураковскому Владимиру Ивановичу присвоено звание Героя Социалистического Труда с вручением ордена Ленина и золотой медали «Серп и Молот».
- Награждён орденами Ленина, Трудового Красного Знамени и Орденом Дружбы народов (1994)[3], медалями.
- Лауреат Государственной премии СССР (1973).
- Лауреат Ленинской премии (1976).
- Посмертно за выдающийся вклад в развитие сердечно-сосудистой хирургии в 1997 году он был удостоен премии им. А. Н. Бакулева.
- Заслуженный деятель науки.

## Научная деятельность
В. И. Бураковский 28 июня 1962 год первым в мире осуществил протезирование клапана лёгочной артерии при его врождённой атрезии, истмопластику при коарктации аорты у грудного ребёнка и одномоментное устранение стеноза и коарктации аорты на выключенном из кровообращения сердце. Первым в стране успешно выполнил многие операции по поводу врождённых пороков сердца, в том числе у детей раннего возраста. Проводил исследования применения гипотермии в кардиохирургии, сочетанного применения искусственного кровообращения и гипотермии в хирургии сердца, кардиоплегии, пересадки сердца, применения гипербарической оксигенации в хирургии сердца.
Являлся координатором советско-американского сотрудничества по проблеме хирургического лечения врожденных пороков сердца.

## Труды
- Бураковский В. И., Фролова М. А., Фальковский Г. Э. Пересадка сердца: вопросы клиники и теории Архивная копия от 15 января 2013 на Wayback Machine. — Тбилиси: Сабчота Сакартвело, 1977. — 236 с.
- Бураковский В. И. Первые шаги. Записки кардиохирурга. — М.: Знание, 1988.
- Бураковский В. И., Бокерия Л. А. Руководство по сердечно-сосудистой хирургии. 2-е изд. — М.: Медицина, 1996.
- Бураковский В. И., Бокерия Л. А. Микрохирургия лимфатических путей // Хирург: ежемесячный научно-практический журнал. — 2006. — № 8. — С. 28—30.